# 天主教蓬農豪爾毛自治會院區
天主教蓬農豪爾毛聖瑪爾定自治會院區是天主教在匈牙利一個自治會院區，直屬聖座。由本篤會管理。是天主教會現存十一個自治會院區之一。
會院始於996年，是匈牙利第一座隱修院。會院區包括兩座隱修院、傑爾-莫雄-肖普朗州和維斯普雷姆州部份地區，2004年有21,516名名教友（佔轄區總人口86.8%）、十五個堂區、十四名司鐸。現任院牧為瓦爾塞吉·伊姆雷·阿斯特里克。